# Storia delle religioni in Italia

## Preistoria

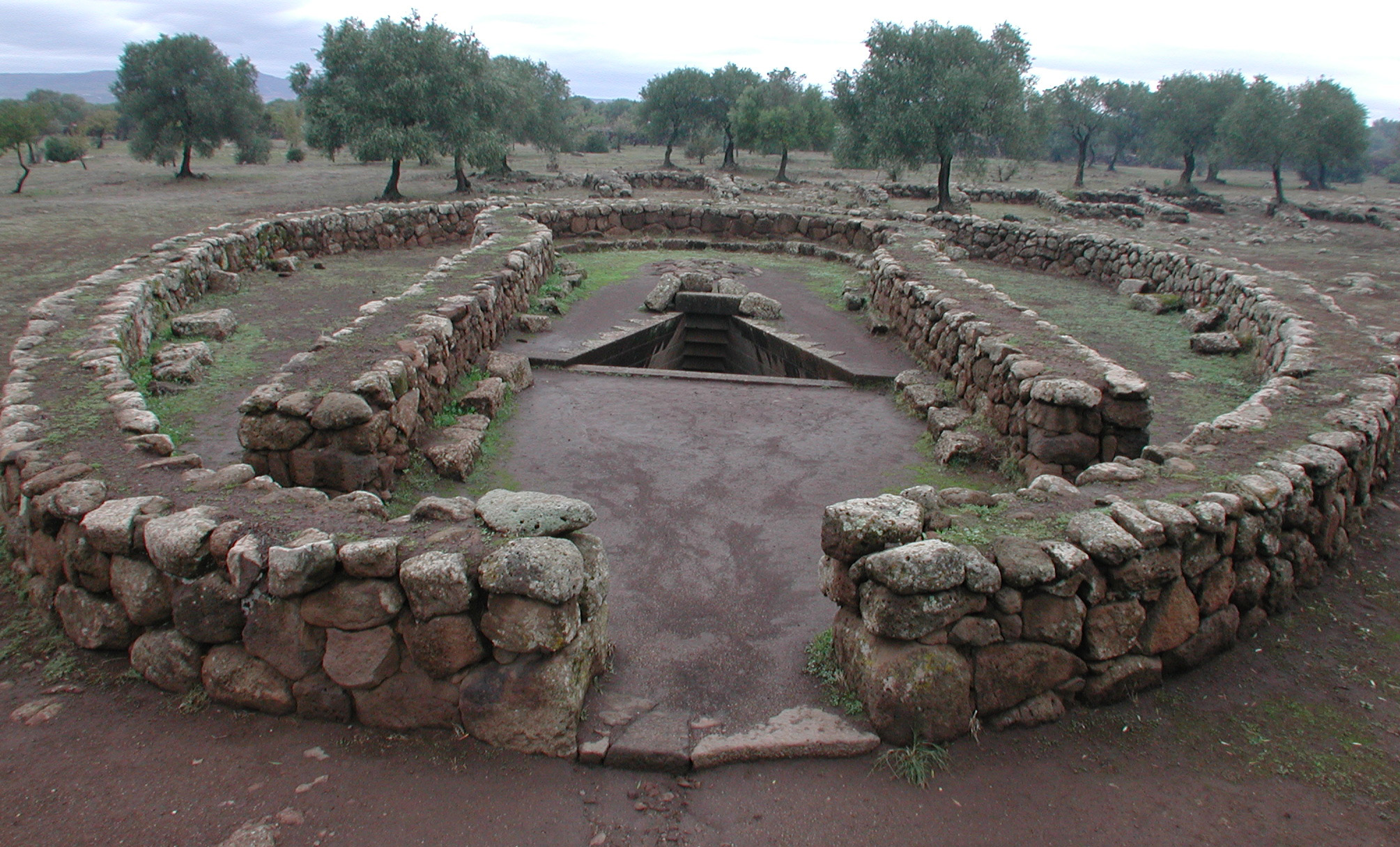
Pozzo sacro di Santa Cristina, a Paulilatino (OR), realizzato per il culto dell'acqua dalla Civiltà nuragica, una delle civiltà protostoriche italiane, intorno all'XI secolo a.C.

L'Italia preistorica e protostorica fu abitata da numerose civiltà che praticavano religioni oggi in gran parte sconosciute. A questo periodo risalgono numerosi siti e ritrovamenti archeologici, tra i quali altari, iscrizioni, megaliti, sepolture e statuette, che fanno ritenere che le religioni praticate fossero incentrate sul culto di elementi naturali e dei defunti, e che fossero spesso di tipo matriarcale. Infatti, tra i più diffusi culti di questo periodo si annoverano quelli della Dea Madre. Tra i più importanti siti archeologici di questo periodo si annoverano le necropoli sarde prenuragiche dette Domus de janas, patrimonio UNESCO. 

## Età antica

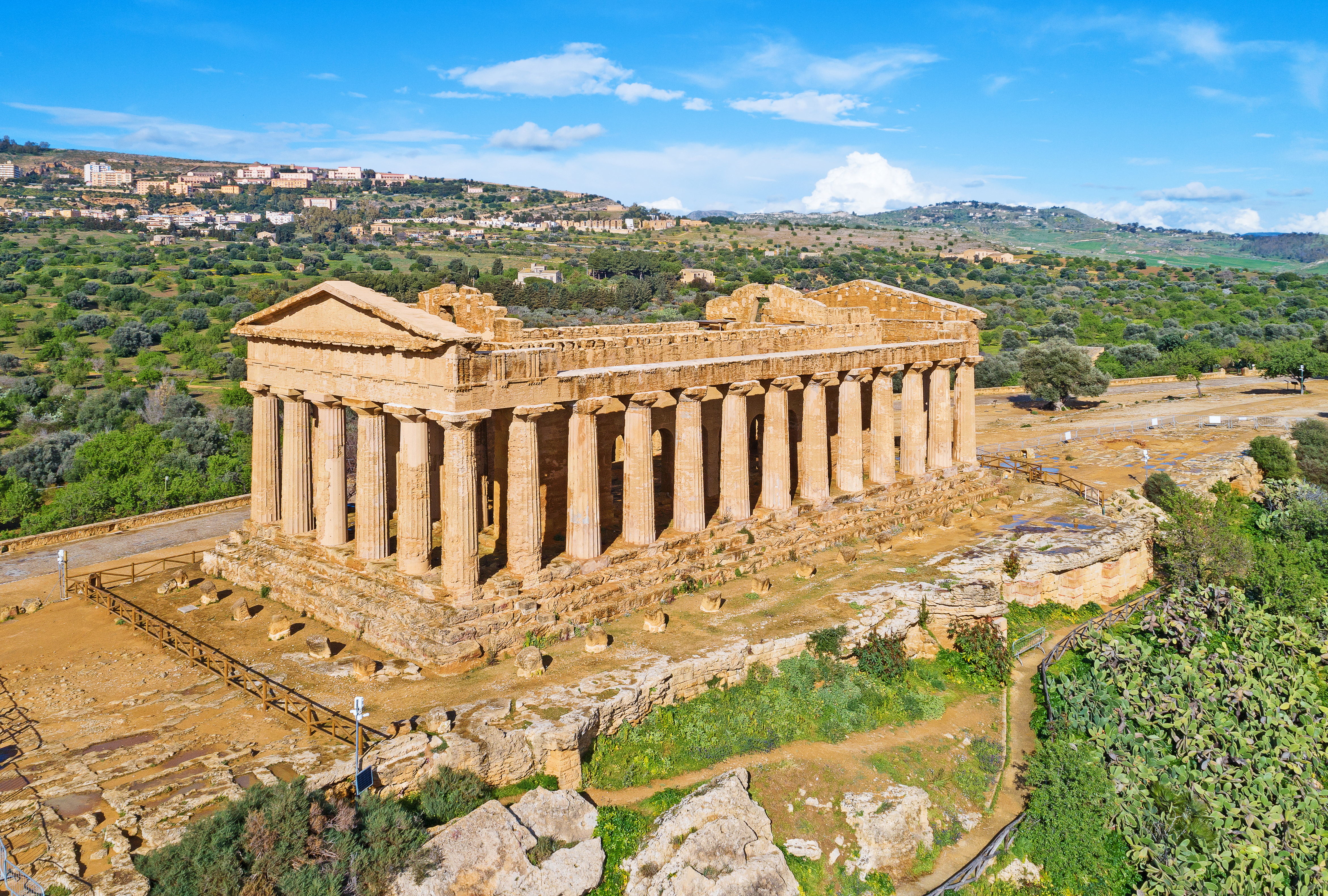
Tempio della Concordia di Agrigento, edificato dalle popolazioni di origine greca che si insediarono nell'Italia meridionale

In epoca antica si stabilizzarono nella penisola italiana diversi popoli, di origine indoeuropea e non solo. Tra questi, si annoverano gli Italici (tra cui Latini e Sanniti) e gli Etruschi nel centro Italia, i Celti nel nord, i coloni greci nella parte dell'Italia meridionale che costituiva la Magna Grecia, i Punici in Sicilia e Sardegna. Queste popolazioni seguivano diverse religioni, ognuna delle quali avente proprie gerarchie di divinità e proprie narrazioni mitologiche, indicate poi col termine generico di "paganesimo" dalla cultura cristiana che le avrebbe succedute. A questo periodo risalgono numerosi siti archeologici religiosi, tra i quali ad esempio la celebre Valle dei Templi di Agrigento in Sicilia, patrimonio dell'umanità, e il Tempio di Poseidone di Taranto, Puglia, di culto greco, il Tempio di Antas a Fluminimaggiore in Sardegna meridionale, di culto punico, il Santuario di Portonaccio, vicino a Roma, di culto etrusco, e le Necropoli di Ornavasso e di Monterenzio Vecchio, dove sono presenti sepolture celtiche.
Al periodo "pagano" risalgono anche alcuni toponimi attuali quale ad esempio Fano, derivante dalla presenza di un fanum (tempio) dedicato alla dea Fortuna.

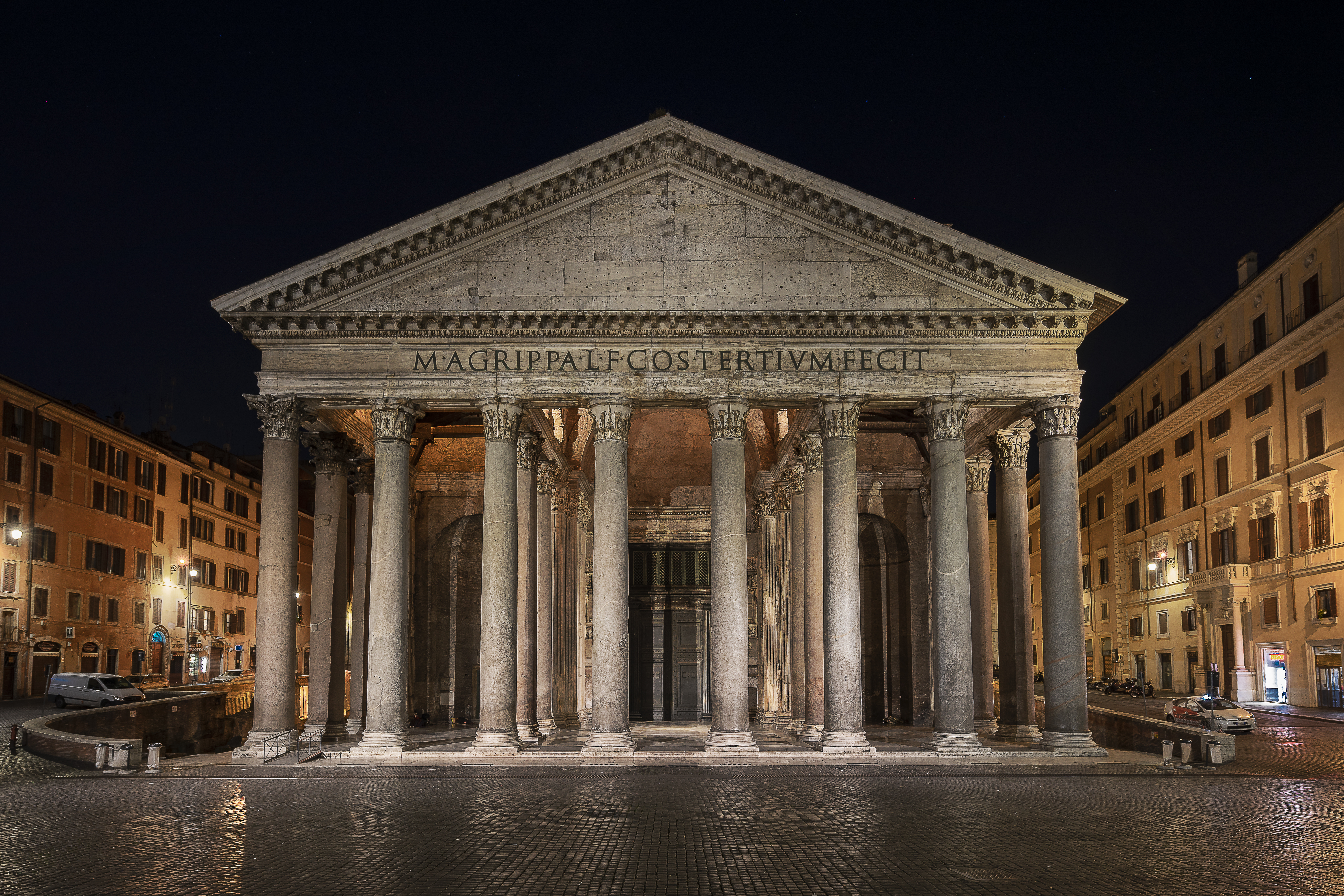
Pantheon di Roma (anche Santa Maria ad Martyres dopo la cristianizzazione), tempio della religione romana universale

L'ascesa della civiltà romana riunì tutte queste popolazioni all'interno di un'unica entità statale, e la religione romana, così come la rispettiva mitologia, assimilò culti propri dei popoli assoggettati, in particolare le religioni etrusca e poi greca nel centro-sud della penisola, e la religione celtica nel nord. Dell'Italia romana rimangono innumerevoli templi e luoghi sacri tra i quali ad esempio il Pantheon (letteralmente "Tutto il Divino"), tempio della religione romana universale, l'altare pubblico Ara Pacis a Roma e il Tempio di Vesta a Tivoli, nel Lazio.

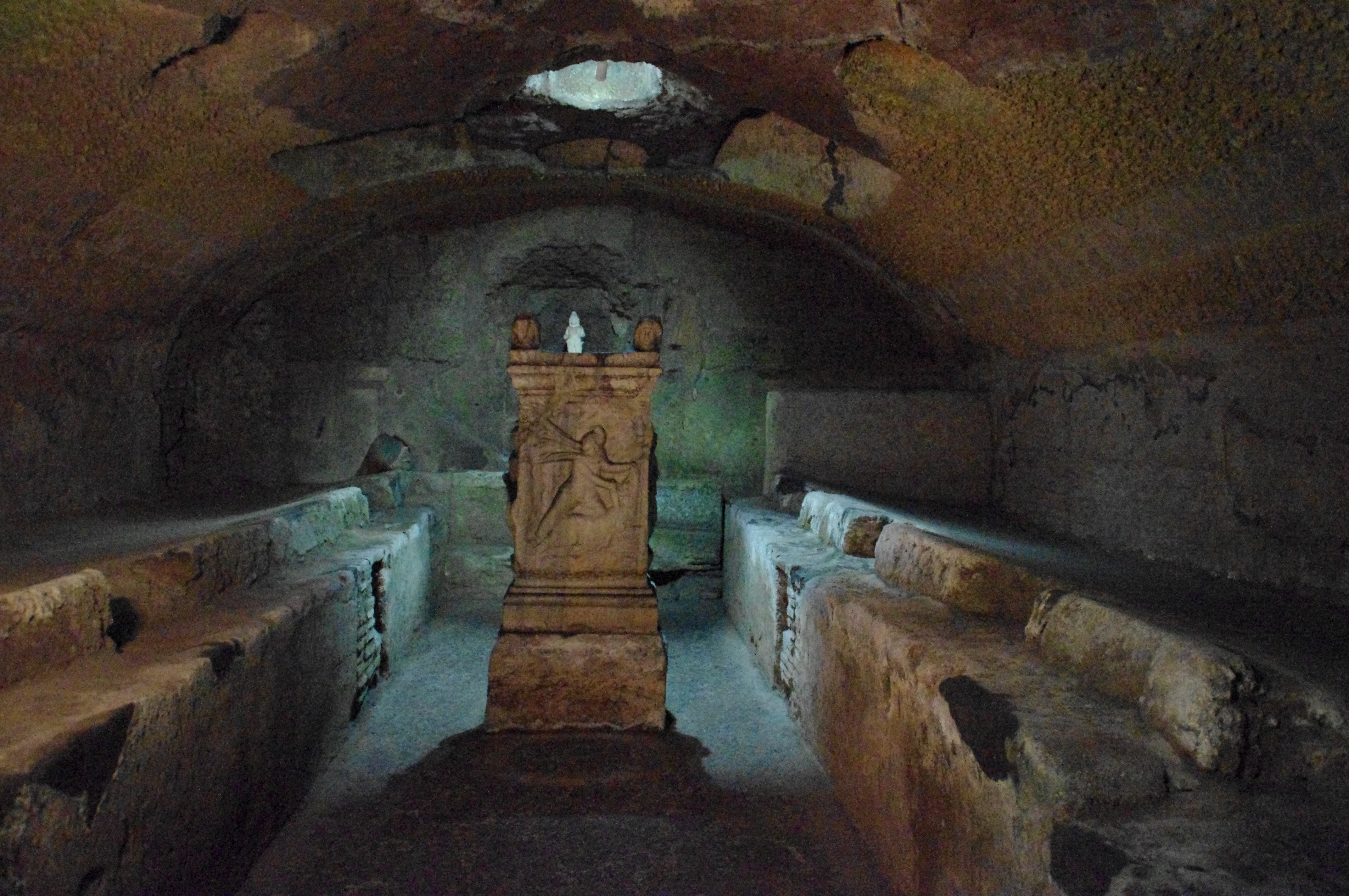
Mitreo di San Clemente a Roma

Nel tardo periodo romano si diffusero nuove religioni e dottrine provenienti dal Vicino Oriente, portate da immigrati del Levante e del Nordafrica che si insediarono soprattutto a Roma e nel centro-sud della penisola italiana. Tra queste, il mitraismo, l'ebraismo e altri culti di origine semitica, la religione egizia e altri ancora, che spesso diedero luogo a sincretismi con le religioni e dottrine greco-romane. Esempi archeologici di questo periodo sono il Mitreo di San Clemente e quello di Santa Prisca, i resti delle antiche sinagoghe di Ostia Antica e di Bova Marina, la Basilica sotterranea di Porta Maggiore, esempio di luogo di culto neopitagorico, e i numerosi templi di Iside giunti fino a noi, come ad esempio quello di Pompei.
Il cristianesimo, nato come riforma dottrinale in seno all'ebraismo presto apertasi all'adesione anche di non-ebrei, comparve a Roma già in età apostolica, soprattutto alle periferie dell'impero romano, e anche nelle sue forme "eretiche". Ad esempio, secondo Ippolito (Adv. Haer., IV, xxxv), Tertulliano (Adv. Valent., iv) e Clemente Alessandrino (Exc. ex Theod., titolo) era presente nel II secolo in Italia una scuola gnostica del valentinianesimo, detta "italiana".
I cristiani furono inizialmente perseguitati dalle autorità romane in quanto, così come altri gruppi religiosi proibiti, erano un'organizzazione che operava al di fuori delle leggi e delle strutture sociali normali del periodo. Nel 313, con l'Editto di Milano promulgato dall'imperatore Costantino I, fu concessa libertà di culto a tutte le religioni, incluso il cristianesimo, e anzi nel 380, con l'Editto di Tessalonica promulgato dall'imperatore Teodosio I, il cristianesimo fu stabilito come dottrina religiosa ufficiale dell'impero, e ogni altra religione fu messa fuori legge. Dell'epoca paleocristiana rimangono importanti testimonianze archeologiche, artistiche e architettoniche, come ad esempio le catacombe di Roma. Con l'affermazione del cristianesimo, le altre religioni praticate nell'impero scomparvero, o furono assimilate e adattate alla dottrina ufficiale, e molti templi furono trasformati in chiese.

## Medioevo

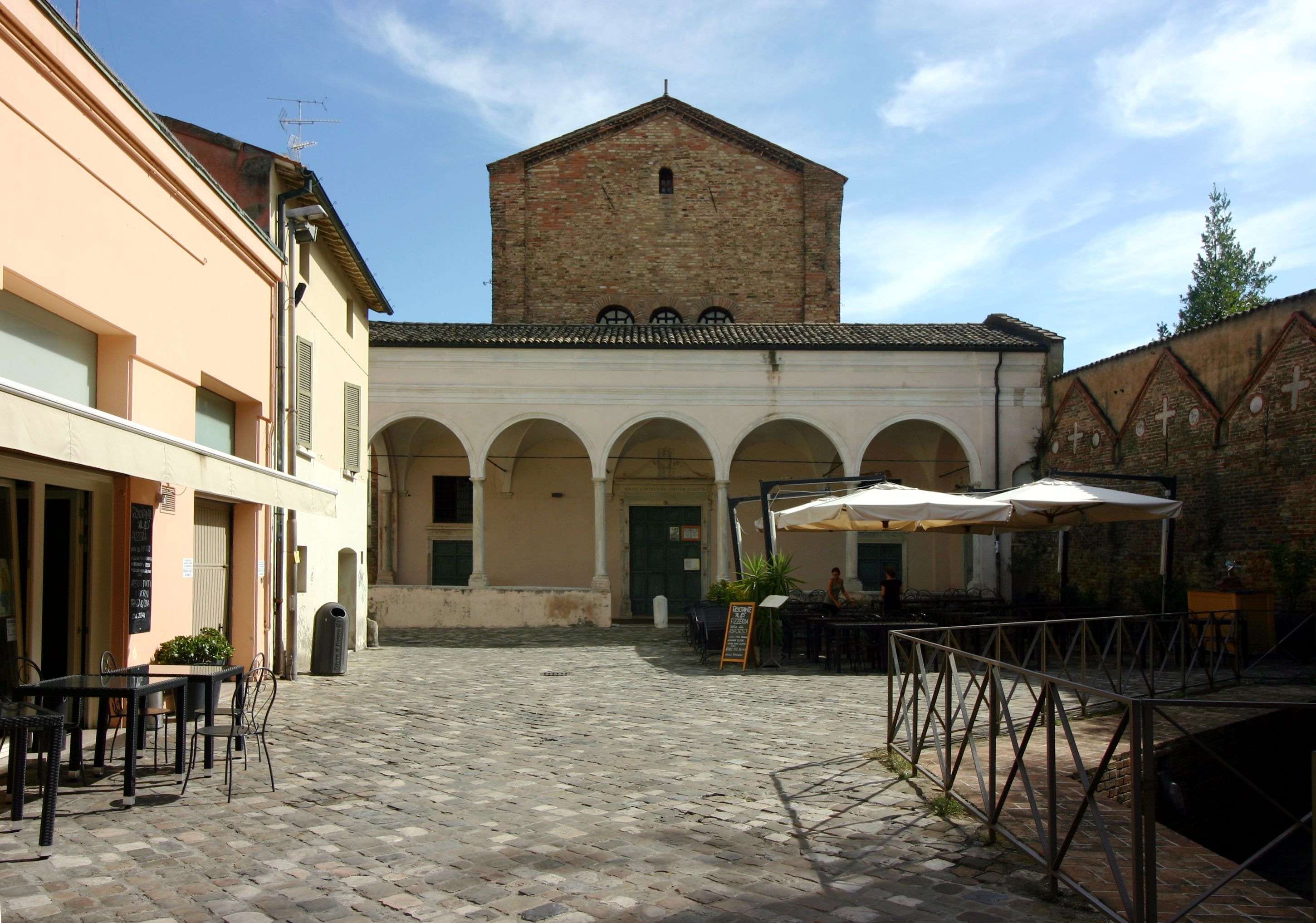
Chiesa dello Spirito Santo a Ravenna, antica cattedrale dell'arianesimo ostrogotico fatta erigere dal re Teodorico

Con la dissoluzione dell'impero romano nel V secolo, molti dei suoi territori furono ripopolati da genti germaniche, le quali formarono i regni romano-germanici. Questi popoli che si insediarono nei territori ex-romani spesso praticavano il paganesimo germanico, anche se molti di essi si erano convertiti al cristianesimo, inizialmente nella dottrina dell'arianesimo, che differiva dalla dottrina ufficiale di Roma, il cattolicesimo. Già nel tardo impero romano alcuni popoli germanici furono insediati nei territori dello stesso come laeti o foederati; nella pianura padana furono insediati come laeti i Taifali. Secondo alcuni studiosi, il toponimo Udine deriverebbe dal nome del dio Odino.

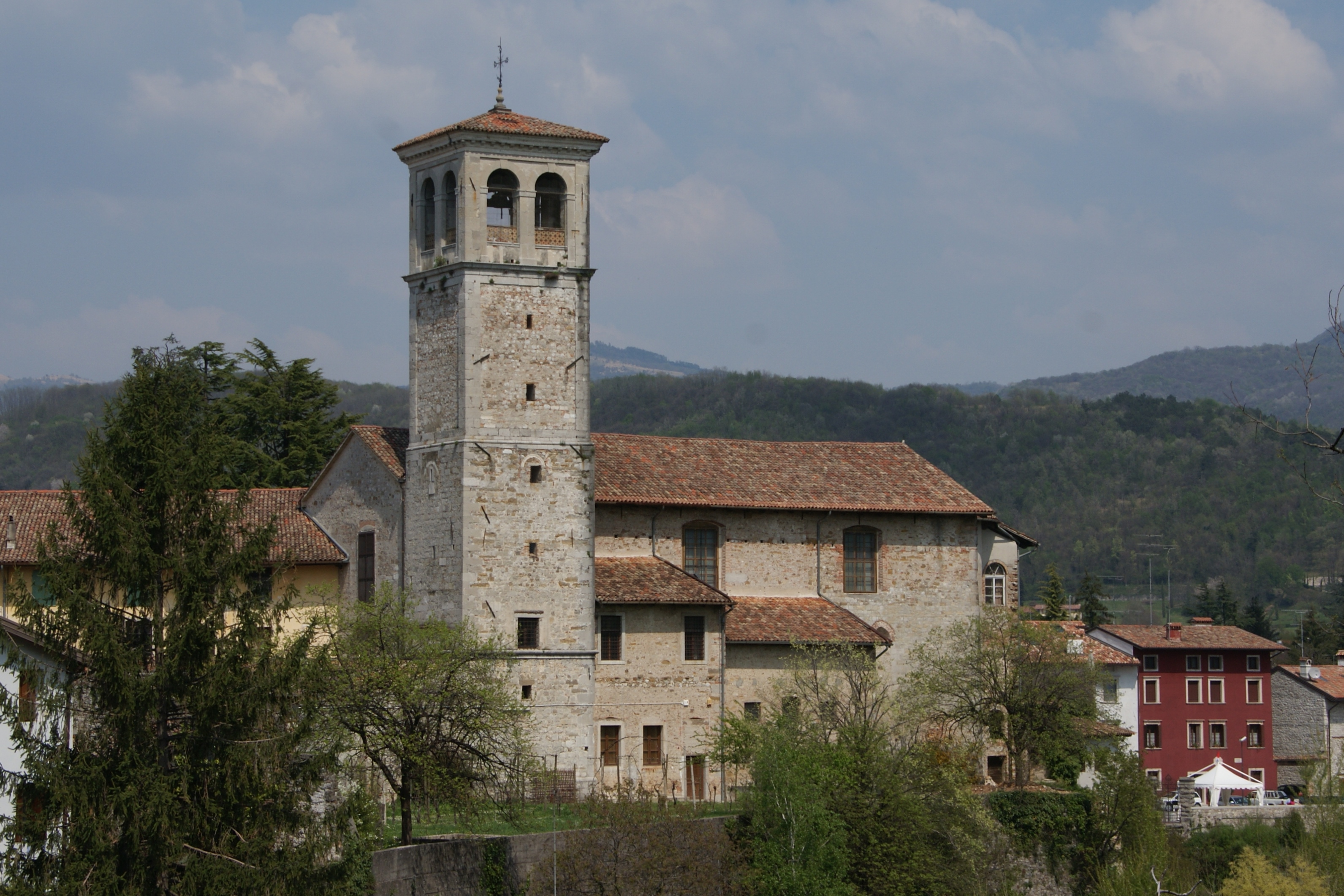
Tempietto longobardo di Santa Maria in Valle a Cividale del Friuli, in provincia di Udine

Dopo l'effettivo crollo di Roma, nella penisola italiana si insediarono prima gli Ostrogoti, di religione ariana, e, dopo la guerra greco-gotica (535-553) che devastò e spopolò la penisola, i Longobardi, che fondarono un proprio regno duraturo ripopolando, come gli Ostrogoti e i Taifali che li precedettero, soprattutto il nord della penisola, che da loro prese il nome di Lombardia. Nella parte nord-orientale della Lombardia, l'Austria (corrispondente grossomodo alle attuali regioni Orobia/Lombardia orientale, Veneto, Friuli-Venezia Giulia e Trentino-Alto Adige), erano diffusi soprattutto l'arianesimo e il paganesimo germanico, mentre nella parte occidentale, la Neustria (corrispondente grossomodo alle attuali Insubria/Lombardia occidentale, Piemonte, Valle d'Aosta, Liguria ed Emilia), si radicò meglio il cattolicesimo romano, che successivamente prevalse in tutta la Lombardia.
La transizione tra il paganesimo e il cristianesimo generò fenomeni di sincretismo, quali la Stregoneria italiana e la Vecchia Religione.
Mentre il nord della penisola italiana veniva ripopolato e riorganizzato dai popoli germanici, buona parte dei territori dell'Italia meridionale, con l'eccezione dei vicereami longobardi minori (exclavi) di Spoleto e Benevento, rimase sotto l'orbita dell'impero bizantino (la parte orientale, di lingua greca, dell'ex impero romano) e dei suoi costumi religiosi (non ancora formalmente separatisi dal cattolicesimo romano, cosa che si sarebbe verificata nel 1054 con il Grande Scisma tra Chiesa cattolica romana e Chiesa ortodossa). Il potere bizantino si scontrò con il regno lombardo in varie guerre. Dall'influenza culturale bizantina si svilupparono alcune Chiese cattoliche di rito orientale, come ad esempio la Chiesa italo-bizantina, presente nell'Italia centro-meridionale, soprattutto tra la minoranza etno-linguistica arbëreshë. Sempre in epoca bizantina, a seguito delle diaspore armene, si formò la comunità armena di Venezia, tuttora esistente.
Dal 756 la Chiesa cattolica, grazie alla Donazione di Sutri operata in suo favore dal re lombardo Liutprando, divenne una vera e propria entità statuale, esercitando il potere temporale sullo Stato Pontificio, nel centro della penisola italiana.

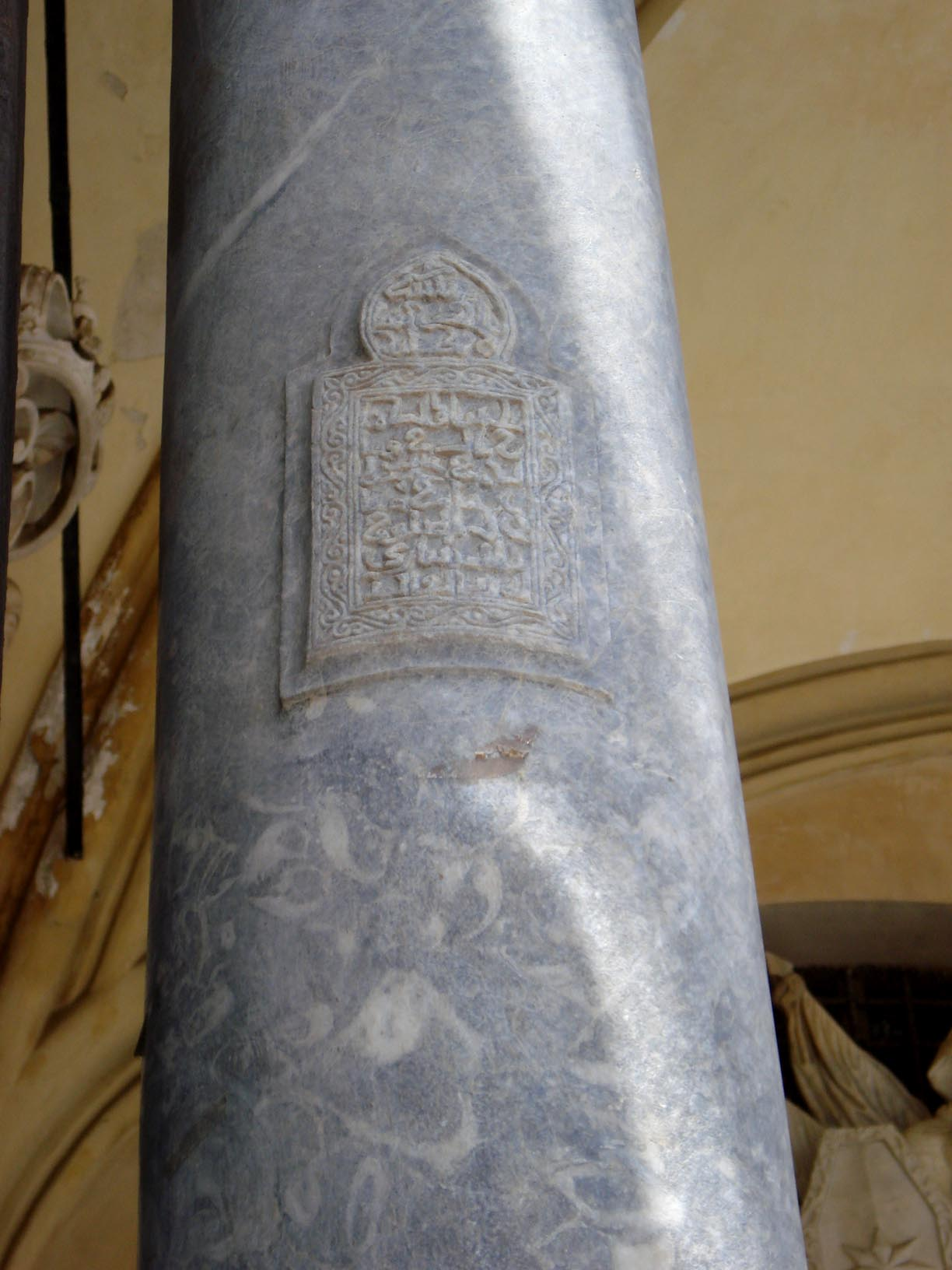
La cattedrale di Palermo, chiesa cattolica in epoca bizantina, fu trasformata in moschea durante la dominazione araba della Sicilia e poi nuovamente in chiesa cattolica con la cacciata degli Arabi. Tracce del suo passato islamico sono ancora visibili, come una Sura incisa su una colonna.

Alcune zone del Meridione, in particolare la Sicilia, caddero sotto la dominazione islamica per circa due secoli a partire dall'827, per poi essere riconquistate dai Normanni, che fondarono il Regno di Sicilia che coprì tutta la parte meridionale della penisola italiana. I musulmani siciliani furono in gran parte riconvertiti al cattolicesimo, mentre un gruppo di essi, che mantenne la sua fede islamica, fu deportato nell'insediamento di Lucera, poi distrutto nel 1300.
Tutto il periodo medievale fu profondamente caratterizzato dal cristianesimo. La Chiesa cattolica dovette fronteggiare scismi (soprattutto il già citato Grande Scisma) e combatté la diffusione di dottrine alternative rispetto al quella ufficiale, definite "eretiche", nell'ambito di quella che è stata definita "riforma spirituale medievale". Tra queste, quelle dette "manichee" come il catarismo, di origine francese, e il patarismo, sorto a Milano nell'XI secolo. Inoltre, nella penisola italiana si diffusero soprattutto tre movimenti di origine "lombarda" (ossia del nord), i cui fondatori furono tutti e tre condannati alla morte sul rogo: gli arnoldisti nel XII secolo, che si formarono intorno alla figura di Arnaldo da Brescia, e, nel XIII secolo, gli apostolici di Gherardo Segarelli e i dolciniani di Fra Dolcino. Altri movimenti riformatori, come ad esempio alcuni di quelli afferenti al pauperismo, rimasero invece all'interno della Chiesa cattolica. Tra questi ultimi si annoverano i francescani di San Francesco d'Assisi.
La popolazione della penisola italiana rimase sempre a grande maggioranza cattolica, e le piccole comunità non cristiane presenti, come ad esempio quelle ebraiche, vissero diversi gradi di tolleranza nei diversi regni italiani e nelle diverse epoche, subendo talvolta limitazioni e persecuzioni, dall'obbligo di risiedere in ghetti fino a veri e propri pogrom. Oltre alle minoranze ebraiche, è attestata la presenza di mercanti musulmani ottomani e di minoranze ortodosse greche in diverse città marinare, specialmente nella Repubblica di Venezia.

## Età moderna
Nel Rinascimento si diffuse tra personalità politiche, artistiche e intellettuali dell'epoca l'interesse per l'esoterismo, e in particolare per l'alchimia, sebbene questa pratica fosse stata proibita ai cattolici da Papa Giovanni XXII. Testimonianze di questa fase sono ad esempio la Rocca di Sassocorvaro (PU), l'Accademia dei Segreti di Napoli, le porte alchemiche di Roma e di Rivodutri e il Parco dei Mostri di Bomarzo (VT). 

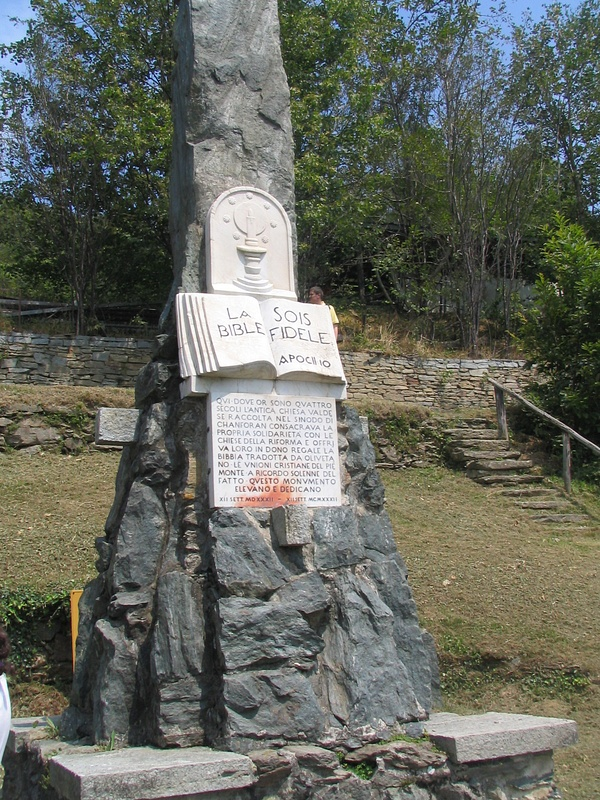
Monumento in memoria del Sinodo di Chanforan tenuto dalla chiesa valdese nel 1532, ad Angrogna (TO), nelle Valli Valdesi

A partire dal XVI secolo gli echi della riforma protestante, originata in Germania dall'ex monaco agostiniano sassone Martin Lutero, giunsero in Italia, ma non riuscirono ad attecchire come nell'Europa germanica (e, inizialmente, nella Francia meridionale, Occitania), con l'eccezione di aree del Piemonte, poi denominate "Valli Valdesi", dove la dottrina protestante del valdismo ebbe grande diffusione. Nell'ambito delle guerre di religione in Europa, questa minoranza subì persecuzioni anche in Italia, tra cui la strage dei Valdesi di Calabria del 1561 e le guerre sabaudo-valdesi tra il 1655 e il 1690. Tuttavia, non mancarono esponenti italiani della Riforma anche nel resto della penisola, come ad esempio la famiglia Diodati di Lucca, Pietro Martire Vermigli, Paolo Sarpi, Bernardino Ochino, Pietro Paolo Vergerio, Celio Secondo Curione e personaggi importanti che ne vennero influenzati, come Giordano Bruno. Anche la successiva Riforma radicale trovò alcuni esponenti italiani, con comunità anabattiste in Veneto, Lombardia e Alto Adige, poi cancellate dalle successive persecuzioni.
Rimasero comunque presenti piccole comunità di mercanti protestanti nord europei in varie città portuali, come ad esempio la Congregazione olandese alemanna a Livorno.
A seguito del Concilio di Trento, del 1545, prese il via il processo di Riforma cattolica, meglio nota come Controriforma.
Nel frattempo, continuò per tutta l'epoca moderna lo scontro tra potenze europee e Impero ottomano, già in corso fin dal Medioevo, sia con guerre dirette che tramite il ricorso alle incursioni dei temuti Corsari barbareschi, anche sulle coste italiane.
La scoperta dell'America e le grandi esplorazioni del XVII secolo, e le successive colonizzazioni di paesi lontani da parte di potenze europee, dettero nuovo slancio all'attività di evangelizzazione dei missionari (da sempre presente nel Cristianesimo), anche italiani.

## Età contemporanea
Le campagne napoleoniche d'Italia (1796-1814) contribuirono a introdurre nel paese la laicità e il giacobinismo della Rivoluzione Francese e, come reazione, a scatenare le insorgenze antinapoleoniche di stampo cattolico tra le quali quella denominata Viva Maria nell'Italia centro-settentrionale e la resistenza sanfedista in quella meridionale.
Nel periodo austro-ungarico si insediò la minoranza ortodossa dei serbi di Trieste, tuttora presente nella città portuale.
Alla fine del XIX secolo si diffusero in alcuni gruppi sociali, spesso anticattolici e legati alla massoneria, dottrine esoteriche e ci furono i primi tentativi di fondare una chiesa nazionale protestante italiana, come ad esempio la Chiesa libera evangelica italiana.
Con lo Statuto Albertino del 1848, il Regno di Sardegna, pur mantenendo il cattolicesimo come religione di stato, concesse libertà di culto portando all'emancipazione degli ebrei e dei valdesi. Nel 1861 tali norme furono poi adottate dal neonato Regno d'Italia.
L'unificazione d'Italia fu sostenuta prevalentemente da forze laiche, anticattoliche e anticlericali, tra le quali erano presenti varie correnti ideologiche esoteriche, tra cui la Carboneria, massoniche, deiste e protestanti, oltre ad esponenti ebrei. Dopo questo evento e, soprattutto dopo la presa di Roma del 1870, che segnò la definitiva sconfitta dello Stato Pontificio da parte del Regno d'Italia e diede inizio alla cosiddetta Questione romana sul potere temporale del Papa, gran parte dei cattolici si autoesclusero dalla politica attiva. 
Di conseguenza, tutti i principali partiti politici e raggruppamenti parlamentari ebbero un carattere laico fino all'inizio del XX secolo.

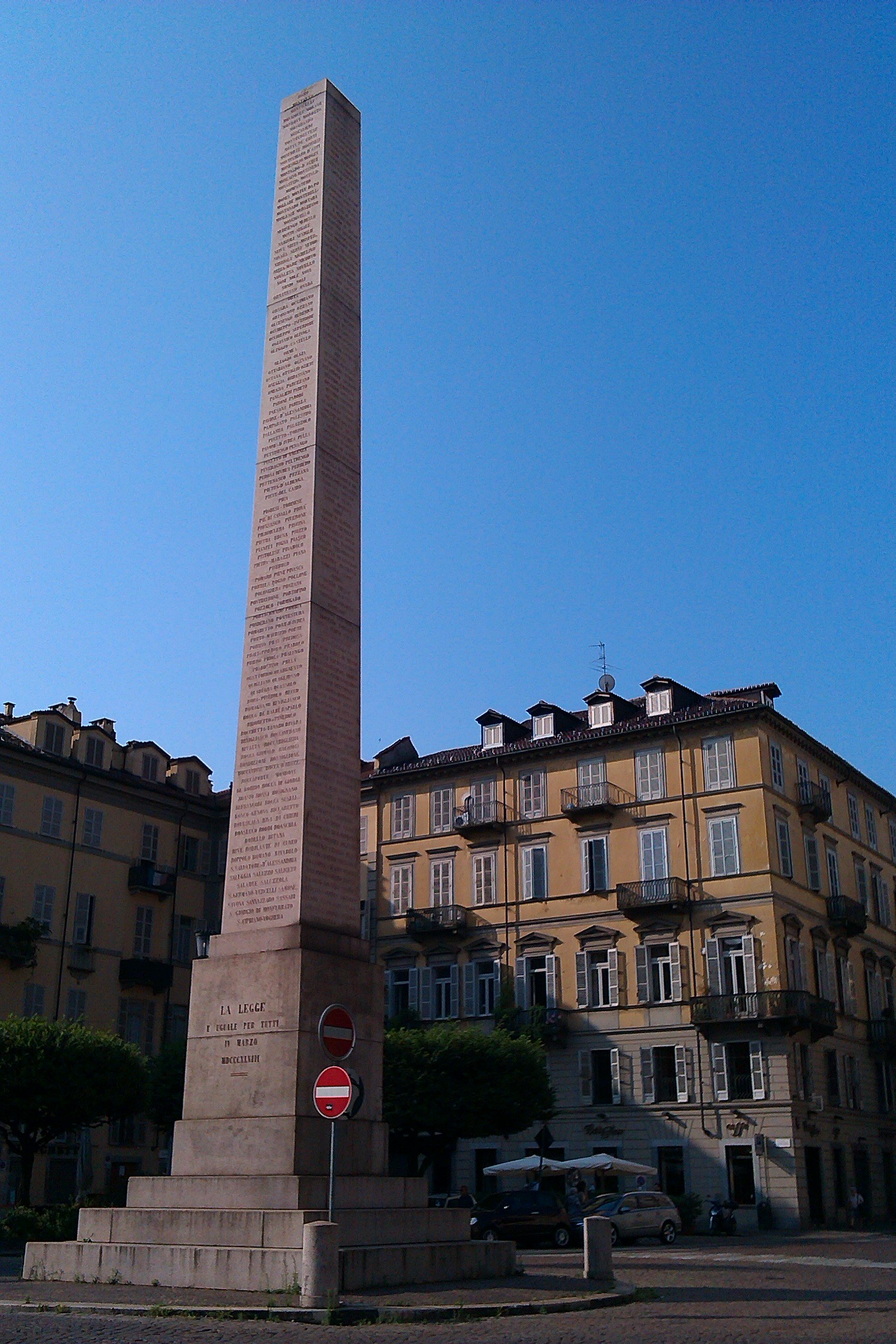
L'obelisco in piazza Savoia a Torino, eretto nel 1853, commemora l'abolizione del foro ecclesiastico.

In questo periodo, il Regno di Sardegna prima e il Regno d'Italia poi, emisero una serie di misure spiccatamente anticlericali quali ad esempio la Legge Siccardi, che aboliva numerosi privilegi ecclesiastici e le cosiddette "Leggi eversive", che decretavano lo scioglimento degli ordini religiosi e l'incameramento dei loro beni da parte dello stato.
A partire da fine XIX - inizio del XX secolo ci fu in Italia una grande attività di missionari di numerose chiese protestanti e restaurazioniste provenienti da paesi stranieri, soprattutto dagli Stati Uniti, e il ritorno in patria di alcuni emigranti italiani convertitosi all'estero e desiderosi di diffondere la loro nuova fede in Italia. In questo clima Davide Lazzaretti fondò in Toscana il movimento di ispirazione cristiana del giurisdavidismo.

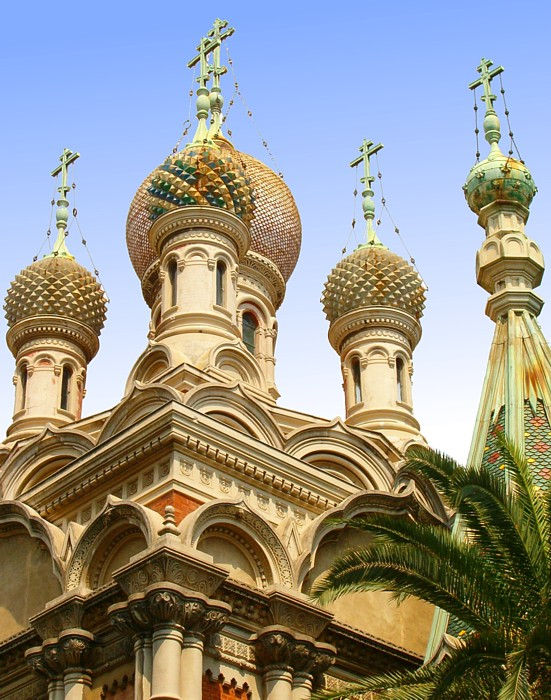
Chiesa ortodossa di Cristo Salvatore a Sanremo (IM), appartenente alla Diocesi dell'Europa Occidentale della Chiesa ortodossa russa fuori dalla Russia

Nello stesso periodo, si diffuse tra le classi ricche europee la moda del turismo e l'Italia fu tra le principali mete. Per questo motivo, per venire incontro alle esigenze spirituali dei villeggianti stranieri, furono costruite nelle località più in voga all'epoca, numerose chiese non cattoliche. Esempi di queste architetture religiose sono le ex chiese anglicane di Bagni di Lucca e di Viareggio e la chiesa ortodossa russa di Sanremo.
Inoltre, tra la fine del XIX e l'inizio del XX secolo, come nel resto dell'Occidente, anche in Italia le dottrine esosteriche divennero di moda tra le personalità politiche e intellettuali dell'epoca. Testimonianze di questa fase sono ad esempio le simbologie esoteriche di Torino, il borgo di Rosazza (BI) e Villa Palagonia a Bagheria (PA). All'inizio del XX secolo, in alcuni circoli esoterici, come il Gruppo di Ur, si svilupparono le prime idee neopagane in Italia, mentre, nello stesso periodo l'esoterista inglese Aleister Crowley sceglieva Cefalù (PA) per fondare la sua Abbazia di Thélema.
Nel 1905 fu costituita l'Unione elettorale cattolica italiana per coordinare la partecipazione degli elettori cattolici alle competizioni elettorali italiane. Il partito, pur non ottenendo la maggioranza, raggiunse risultati significativi e, con il cosiddetto patto Gentiloni del 1913, entrò in alleanza con la costituenda Unione Liberale.
Come nel resto dell'Occidente, all'inizio del XX secolo trovarono ampia diffusione le ideologie socialiste, comuniste e anarchiche, generalmente accompagnate da una visione religiosa apertamente atea.
Sia durante la Prima che nella successiva Seconda guerra mondiale, in Italia combatterono truppe di diverse confessioni cristiane e religioni non cristiane, tra le quali quelle musulmane, indù e sikh provenienti dalle colonie degli imperi europei, comprese quelle integrate nel Regio esercito italiano, i cui caduti sono oggi sepolti in numerosi cimiteri di guerra, come ad esempio il Cimitero degli Indiani a Forlì.
Nella corso della Prima guerra mondiale, in alcune località sul fronte furono anche realizzate alcune moschee per le necessità di culto dei soldati austroungarici di religione musulmana, provenienti principalmente dalla Bosnia, poi smantellate dopo la guerra, la più grande delle quali, dotata di minareto, si trovava a Ziano di Fiemme.

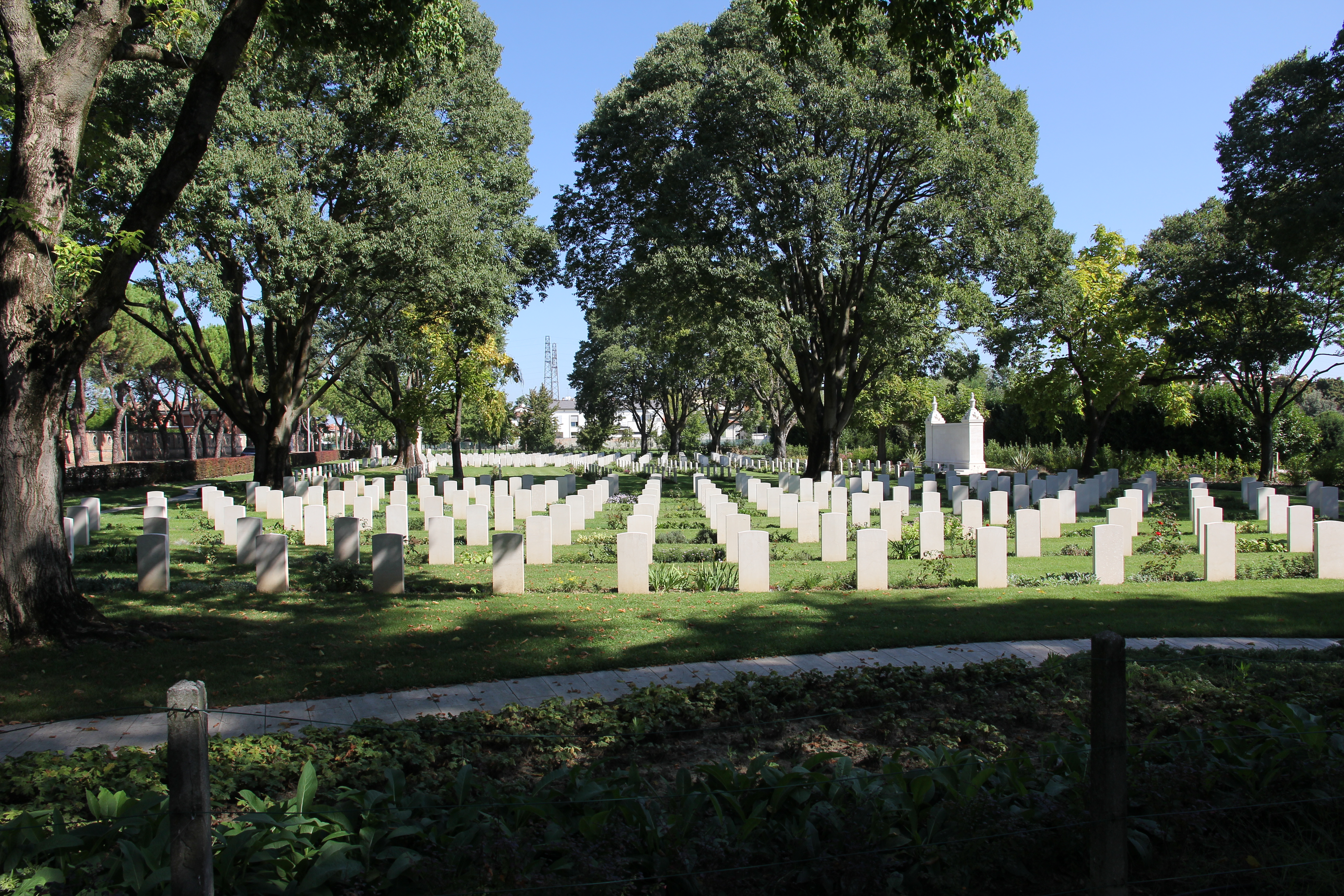
Cimitero degli Indiani a Forlì dove sono sepolte le truppe sikh dell'Impero britannico cadute nel corso della Seconda guerra mondiale

Dopo la prima guerra mondiale, i cattolici organizzarono il Partito Popolare Italiano, evoluto, nel secondo dopoguerra, nel movimento della Democrazia Cristiana dopo il forzato scioglimento del partito da parte del regime fascista il 9 novembre 1926.

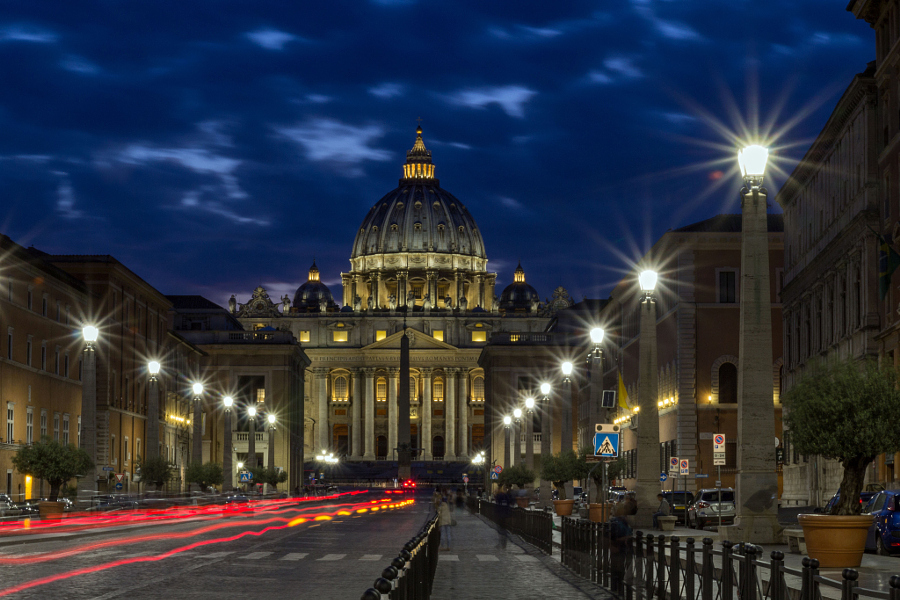
Via della Conciliazione a Roma, realizzata a seguito dei Patti Lateranensi, Idealmente collega la capitale d'Italia con lo Stato Vaticano.

Durante il fascismo, la questione romana fu risolta con i Patti lateranensi, firmati dalla Santa Sede e dal Regno d'Italia nel 1929, che dettero vita allo Stato della Città del Vaticano. Il fascismo perseguitò le minoranze religiose: il 9 aprile 1935, Guido Buffarini Guidi mise completamente fuori legge il pentecostalismo, mentre vennero perseguitati con incarcerazioni e confino i testimoni di Geova e i membri dell'Esercito della Salvezza. Nei primi anni di regime fascista gli ebrei non vennero discriminati e addirittura furono costruite le grandi sinagoghe di Genova e di Fiume (oggi in territorio croato), ma dal 1938, con le leggi razziali, la situazione cambiò drasticamente e per gli ebrei iniziò una fase di dure persecuzioni culminate nel successivo Olocausto, nel quale furono perseguitati e uccisi anche i Testimoni di Geova. Tali politiche violentemente repressive furono proseguite dalla Repubblica Sociale Italiana e durante l'occupazione nazista con rastrellamenti, quali quello del ghetto di Roma, e la realizzazione di veri e propri campi di concentramento, come la tristemente nota Risiera di San Sabba a Trieste e numerosi altri.
La resistenza italiana vide la partecipazione di cattolici, protestanti (i valdesi furono particolarmente attivi nel Partito d'Azione), ed ebrei (attraverso la Brigata ebraica). Nel 1943 un gruppo di cattolici, tra cui alcuni ex popolari e molti membri dell'Azione Cattolica (una diffusa associazione laica di ispirazione cattolica), formò il partito della Democrazia Cristiana e, con Alcide De Gasperi, guidò il governo provvisorio italiano dal 1945.
La Costituzione della Repubblica Italiana del 1947 sancì la libertà religiosa in Italia.
Dopo la seconda guerra mondiale, la Chiesa cattolica, dopo alcune riserve iniziali (Papa Pio XII era favorevole a una soluzione simile a quella della Chiesa nella Spagna franchista, mentre alcuni cardinali volevano una pluralità di partiti cattolici, eventualmente anche uno comunista), sostenne attivamente la Democrazia Cristiana di De Gasperi, un partito di ispirazione cattolica ma formalmente non confessionale, e la cosiddetta «unità politica dei cattolici».
A partire dalla seconda metà del XX secolo, a seguito di fenomeni di immigrazione di cittadini stranieri in Italia, dell'interesse per religioni non tradizionalmente presenti nel paese, dei cambiamenti demografici in atto (inverno demografico, denatalità e ripresa del fenomeno dell'emigrazione di cittadini italiani all'estero) e del processo di secolarizzazione che attraversa l'Occidente, si sono iniziate a sviluppare cospicue minoranze religiose nel paese.
A seguito del movimento hippy e della controcultura degli anni '60, si cominciarono a diffondere in Italia le dottrine New Age e altre dottrine religiose alternative. 
Nel 1967 si verificò lo Scisma di Montaner, che portò la maggior parte degli abitanti del paese di Montaner (TV) ad abbandonare la Chiesa cattolica per l'ortodossia, a causa di contrasti con la locale diocesi. 
Nel 1984, a seguito di un nuovo accordo con il Vaticano, il cattolicesimo perse il suo status di religione ufficiale dello Stato italiano e l'Italia divenne uno stato laico. Lo stato italiano cominciò a sancire intese con confessioni religiose diverse da quella cattolica.
Oggi l'Italia è ancora un paese a maggioranza cattolica, ma in cui è presente un ampio pluralismo religioso.

## Religione e politica in Italia
Dall'Unità d'Italia per alcuni decenni, la vita politica fu dominata da forze anticlericali con l'autoesclusione dei cattolici.
Seguì un periodo di normalizzazione dei rapporti tra Italia e chiesa cattolica, culminato con i Patti Lateranensi che posero fine alla Questione romana.
Il fascismo perseguitò le minoranze religiose, che poterono nuovamente godere di piena libertà religiosa con la Costituzione Repubblicana.
Il secondo dopoguerra, per tutta la cosiddetta Prima Repubblica, la scena politica italiana fu dominata dalla Democrazia Cristiana, partito non confessionale ma di ispirazione cattolica.
Dal 1946 al 1992 tutti i primi ministri, tranne due, furono democristiani e cattolici. Tuttavia, sia i valdesi che gli ebrei hanno avuto un ruolo importante nella politica italiana. Mentre diversi partiti di ispirazione cattolica sono saliti alla ribalta politica dopo lo scioglimento della Democrazia Cristiana nel 1994 (Partito Popolare Italiano, Democrazia e Libertà, Centro Cristiano Democratico, Unione di Centro, Forza Italia), i valdesi sono stati generalmente attivi nei partiti "laici", in particolare nel Partito Socialista Italiano, nel Partito Comunista Italiano e, più recentemente, nel Partito Democratico, che ospita anche ex democristiani. Più recentemente, un gruppo di pentecostali conservatori ha formato il partito Patto cristiano allargato.
Sebbene i protestanti siano storicamente in numero esiguo, alcuni hanno ricoperto posizioni apicali nello stato, come ad esempio il due volte primo ministro Sidney Sonnino.
Per quanto riguarda gli atei, nel 2009 è stato fondato il partito Democrazia Atea, che si pone su posizioni secolariste ed anticlericali.